# Albert Širok
Albert Širok, slovenski pesnik, prevajalec in urednik, * 22. februar 1895, Kozana, † 3. oktober 1985, Ljubljana.
Obiskoval je slovensko učiteljišče v Gorici ter 1916 maturiral v Ljubljani. Služboval je v raznih slovenskih šolah v Trstu po odpustu 1925 pa na zasebni šoli Ciril-Metodove družbe pri Sv. Jakobu v Ljubljani. Dejaven je bil v šentjakobski čitalnici, nastopal je v slovenskem gledališču in tudi režiral. Kmalu po okupaciji 1941 so ga italijanske oblasti aretirale in do 1944 internirale v Abrucih. Po vojni je delal na ministrstvu za prosveto in bil urednik pri Mladinski knjigi. Veliko je prevajal iz italijanščine, nemščine in srbohrvaščine. Izdal je zbirko otroških pesmi Pionirska slikanica in biografijo Moja srečanja s Cankarjem.